# Sekunda efemerydalna
Sekunda efemerydalna – jednostka czasu wynosząca 1/31 556 925,9747 roku zwrotnikowego, używana w tablicach nazywanych efemerydami, zawierającymi przewidywane położenie w przyszłości ciał niebieskich takich jak Słońce, Księżyc i planety.